# Michael Haller
Pour les articles homonymes, voir Haller.

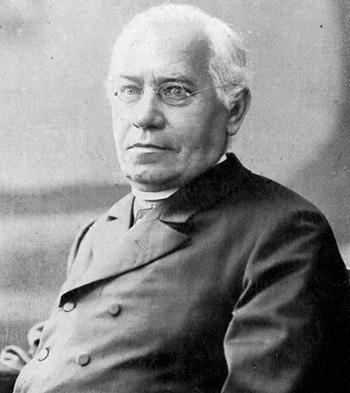
Portrait de Michael Haller.

Michael Georg Haller, né le 13 janvier 1840 à Neusath près de Nabburg (Haut-Palatinat) et mort le 4 janvier 1915 à Ratisbonne, est un prêtre bavarois, compositeur et musicien de musique sacrée.

## Biographie
Michael Haller reçoit sa première formation musicale à partir de 1852 lorsqu'il est élève au collège de l'abbaye de Metten. Il commence après ses études secondaires ses études de théologie au grand séminaire de Ratisbonne et il est ordonné prêtre en 1864. Il est nommé alors préfet à l'école des garçons de la chorale des Regensburger Domspatzen. Ce poste lui permet d'échanger des idées avec des partisans du mouvement cécilien, comme Joseph Schrems (de), avec qui il a étudié la musique d'église, Franz Xaver Haberl et Carl Proske. En tant qu'inspecteur du séminaire d'étude, Haller devient ensuite maître de chapelle (Kapellmeister) à la collégiale Notre-Dame-de-la-Vieille-Chapelle de Ratisbonne en 1867. Après avoir fondé l'école de musique sacrée (de) de Ratisbonne, Haller enseigne la composition et le contrepoint à partir de 1874. En 1882, il occupe brièvement le poste de maître de chapelle de la cathédrale de Ratisbonne et devient donc directeur des Regensburger Domspatzen. En 1899, il est nommé chanoine de Notre-Dame-de-la-Vieille-Chapelle.

## Œuvre
Haller est l'un des maîtres principaux du mouvement cécilien en Allemagne et compose dans un style raffiné et harmonieux. Il a composé diverses œuvres liturgiques, comme des messes, des motets, des hymnes de deux à huit parties. Il a également composé des oratorios, des cantates, des chœurs et quelques chants profanes, ainsi que des lieder.

## Distinctions
Le pape Léon XIII lui décerne l'Ordre Pro Ecclesia et Pontifice.
L'université de Wurtzbourg lui confère le titre de docteur honoris causa en théologie (Dr. theol. h. c.).

## Quelques œuvres
- Surrexit Pastor bonus, op. 2 Nr. 3, für SATTB. Berliner Chormusik-Verlag/Edition Musica Rinata, Berlin, 2006.
- Missa secunda, op. 5, für Sopran, Alt, Bariton und Orgel. B-Note Musikverlag, Bremen, 2008.
- Missa secunda, op. 5, für Sopran, Alt, Bariton und Orgel. Musica Rinata, Berlin, 2009.
- Missa tertia, op. 7a, für zwei gleiche Singstimmen und Orgel. B-Note Musikverlag, Bremen, 2012.
- Missa quinta Requiem für zwei gleiche Singstimmen und Orgel op. 9. B-Note Musikverlag, Bremen, 2011.
- Laudes eucharisticae, op. 10, für vier, fünf und sechsstimmigen Chor, Pustet-Verlag (Feuchtinger und Gleichauf, Regensburg), Regensburg
- Missa sexta, op. 13, für Sopran, Alt, Tenor, Baß. Carus-Verlag (Coppenrath, Altötting), Stuttgart
- Missa undecima in honorem Sancti Henrici imperatoris (5-stimmig), op. 24
- Missa solemnis zu sechs Stimmen
- Ave Maria, op. 60, Nr. 25 für Männerchor. Berliner Chormusik-Verlag, Berlin, 2006.
- Missa sexta decima, op. 62, Carus-Verlag (Coppenrath, Altötting), Stuttgart
- Weihnachtsweisen op. 70. 9. B-Note Musikverlag, Bremen, 2008.
- Missa septima decima in honorem Beatae Mariae Virginis ad veterem capellam Ratisbonae (5-stimmig), op. 65, V vocibus concinenda. MDCCCXCVI Ratisbonae, Neo-Eboraci et Cincinnati. (1896, Regensburg, New-York, Cincinnati) Verlag Friedrich Pustet in Regensburg, F.P. 1012
- Missa, op. 92 zu acht Stimmen
- Lieder, op. 111 profanes
- Streichquartett

## Publications
- Kompositionslehre für den polyphonen Kirchengesang (1891)
- Vademecum für den Gesangsunterricht (1876)
- Modulationen in den Kirchentonarten (in moderner Notierung mit Erläuterungen zu Studienzwecken)